# Maillot arcoíris

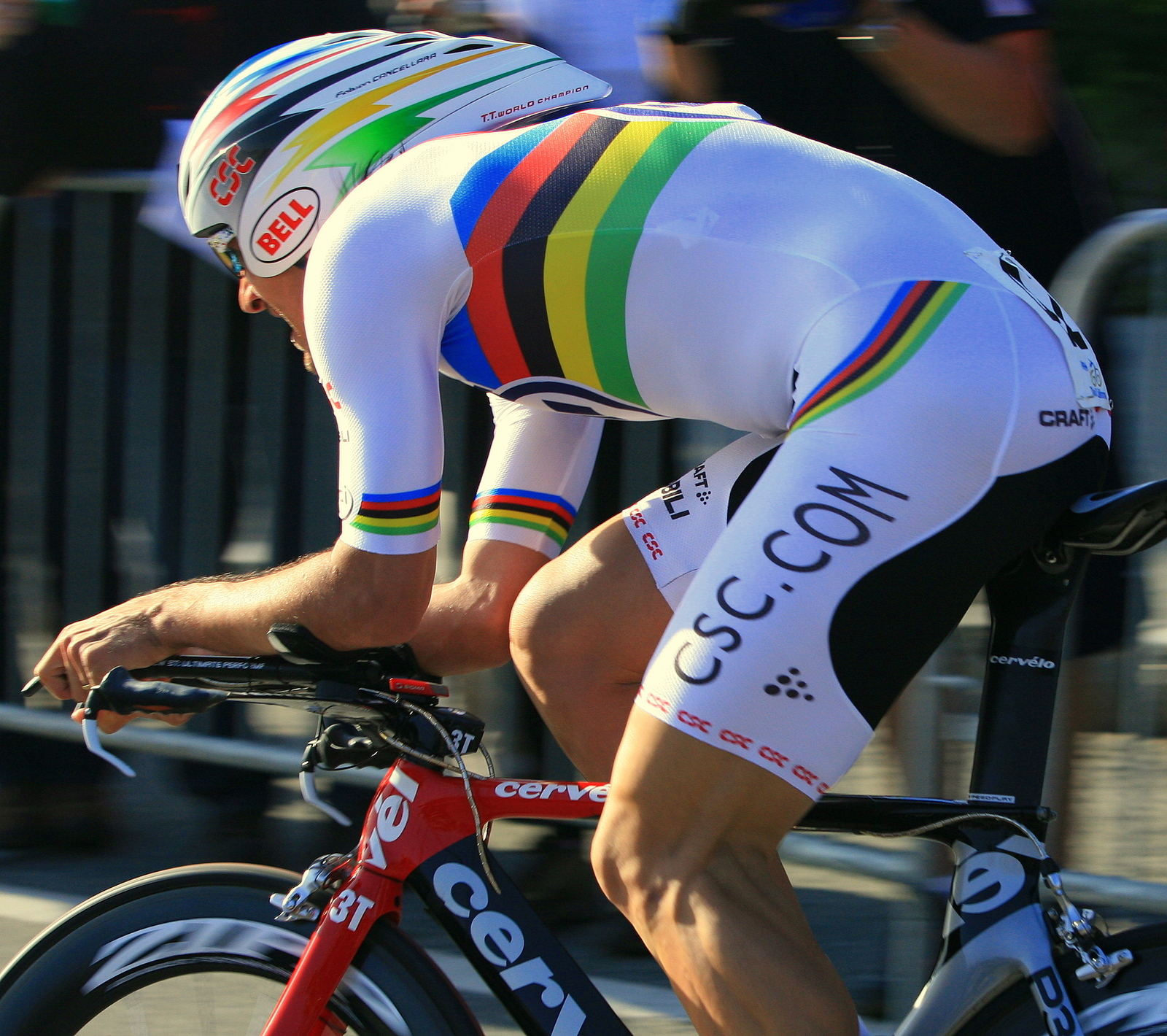
Fabian Cancellara portando el maillot de campeón del mundo CRI.

El maillot arcoíris es un jersey o camiseta distintivo usado por el ciclista que gana el Campeonato Mundial de Ciclismo desde su coronación y hasta que se celebre el nuevo campeonato. 
El maillot es predominantemente blanco con cinco bandas horizontales en el pecho con los colores de la Unión Ciclista Internacional que son de arriba hacia abajo: azul, rojo, negro, amarillo y verde; los mismos colores que aparecen en los anillos de la bandera olímpica. La tradición se aplica a todas las disciplinas, incluyendo ruta o carretera, pista, montaña, ciclocrós, BMX, ciclobol, artístico, trial y ciclismo adaptado. El maillot es fabricado por Santini SMS desde 1994 (aunque Gianni Bugno usase el maillot con esa marca en 1992 y durante 1993 y Armstrong al ganarlo en Oslo el 23 de agosto de 1993 lo llevase en el podio del propio campeonato).
Un campeón del mundo debe vestir la camiseta cuando compite en la misma disciplina, categoría y especialidad en la que se ganó el título. Por ejemplo, el campeón mundial de ciclismo en ruta usará la prenda mientras compita en carreras por etapas y carreras de un día, pero no tendrá derecho a usarlo durante etapas contrarreloj. Del mismo modo el campeón mundial contrarreloj sólo lo utilizará en este tipo de pruebas o etapas. En la pista, el campeón del mundo de persecución individual solamente podrá vestir el jersey cuando compita en eventos de persecución individual.
El ciclista que alguna vez logra ser campeón del mundo, en los años posteriores tiene derecho a conservar los colores del arcoíris en el cuello y puños de su jersey durante el resto de su carrera deportiva. Si el poseedor del maillot arcoíris se convierte en líder de una carrera de varias etapas (como por ejemplo el Tour de Francia), el maillot de líder de la carrera (el Maillot amarillo en este caso) tiene prioridad.

## Categorías

### Carretera
- Modalidad en línea o ruta:
  - Júnior femenino.
  - Júnior masculino.
  - Sub-23 masculino.
  - Élite femenino.
  - Élite masculino.
- Modalidad contrarreloj individual:
  - Júnior femenino.
  - Júnior masculino.
  - Sub-23 masculino.
  - Élite femenino.
  - Élite masculino.
- Modalidad contrarreloj por equipos:
  - Equipos mixtos.

### Montaña
- Modalidad Descenso (DH):
  - Júnior femenino.
  - Júnior masculino.
  - Élite masculino.
  - Élite femenino.
- Campo a través (XC):
  - Júnior femenino.
  - Júnior masculino.
  - Sub-23 masculino.
  - Sub-23 femenino.
  - Élite masculino.
  - Élite femenino.
  - MTB Eléctrica.
  - Relevo mixto.
- Campo a través para 4 (4X):
  - Élite masculino.
  - Élite femenino.

### Trial
- Júnior 20" masculino.
- Élite 20" masculino.
- Júnior 26" masculino.
- Élite 26" masculino.
- Féminas.